# Сандарс, Нэнси
Нэнси Сандарс (англ. Nancy Katharine Sandars; 29.06.1914, Англия — 20.11.2015, там же) — британский археолог, специалист по доисторической Европе. Член Британской академии (1984).
Родилась в семье офицера. В детстве перенесла туберкулёз, лечилась в Швейцарии.
Интерес Сандарс к археологии возник после того, как её сестра познакомила её с Кэтлин Кеньон, с которой Сандарс участвовала в археологических раскопках — впервые в 1939 году.
Будучи пацифистки настроенной вначале войны, она сперва ограничилась работой по уходу в больницах, однако после падения Франции в 1940 году Сандарс переключилась на активное участие своей сражающейся родине, её знание немецкого языка было использовано для работы на разведслужбу — для расшифровки перехваченных радиопередач.
После войны училась у Г. Чайлда.
В 1954-55 гг. — в Британской школе в Афинах.
Окончила Оксфорд (бакалавр BLitt по археологии, 1957), где училась у проф. Кристофера Хоукса.
Её дипломная работа была опубликована как её первая книга в 1957 году.
Член Лондонского общества антикваров (1957).
На протяжении жизни Сандарс много путешествовала, в том числе и с исследовательскими целями, когда стала археологом — в 1949-69 гг. по Европе и в 1957, 58, 62, 66 гг. — на Ближнем Востоке. Участвовала в раскопках, среди прочего, в Армении.
Замужем не была, детей не имела. После смерти родителей жила с сестрой, умершей в 1995 году.
Автор ряда книг. Одной из самых известных из них называют «Prehistoric Art in Europe».

## Книги
- Bronze Age Cultures in France (CUP, 1957)
- The Epic of Gilgamesh (1960) — английский перевод для Penguin Classics
- Prehistoric Art in Europe (1968)
- Poems of Heaven and Hell from Ancient Mesopotamia (1971)
- The Sea Peoples: Warriors of the Ancient Mediterranean 1250—1150 BC (1978) (editions: Thames & Hudson 1980, revised 1985)
- Grandmother’s Steps and Other Poems 1943—2000 (2001)